# Dz와 Dž
Dz와 Dž는 이중음자의 하나이다.

## Dz
Dz는 폴란드어, 카슈브어, 헝가리어, 마케도니아어, 슬로바키아어에서는 /dz/를, 간어의 창두 방언 로마자 표기법에서는 /ts/를 나타내는데 쓰인다.
- 폴란드어는 Dz 뒤에 i가 올 때는 /d͡ʑ/가 된다.
- 슬로바키아어는 9번째, 헝가리어는 7번째 알파벳이다.
- 슬로바키아어에서는 d-z가 될 수 없다. 단, -dz 또는 dz- 는 될 수 있다.
- 헝가리어에서는 /dz/이다.

## Dž
Dž는 크로아티아어 및 보스니아어의 7번째 알파벳이다. 세르비아어 및 마케도니아어는 D 와 Đ 사이이다. 키릴 문자 Џ에 해당한다. 롬어의 범 블락스 라틴 문자 표기에서는 /dʒ/을 나타내는데 쓰인다.
- 크로아티아어, 보스니아어, 세르비아어, 마케도니아어에서는 세로쓰기에서 두 줄에 나누어 쓰나, 크로스워드 퍼즐에서는 이것이 1칸을 차지한다.